# Луцька брама (Олика)
Лу́цька бра́ма — пам'ятка оборонної архітектури в місті Олика Ківерцівського району Волинської області (фактично — у давньому передмісті Олики — Залісочому; тепер село Залісоче Дідичівської сільської ради). Ланка міських укріплень, до складу яких входили земляні вали і двоє  (за іншими даними, троє чи навіть четверо) воріт у них. Збереглися лише Луцькі ворота (на Луцькій дорозі).
Луцька брама, споруджена у 1630-тих роках, є пам'яткою архітектури національного значення, охоронний номер №1026. 

## Історія
В структурі олицьких фортифікацій знаходилися три міські брами – Метеленська, Заворотська (Дубенська), Залісоцька. Всі вони відтворені на фіксаційному плані кінця 18 століття, а тому не відповідає дійсності згадка окремими авторами (  ) лише двох міських брам. Навпаки, за функціональною логікою не можна повністю виключати існування в північній зоні «старого міста» ще однієї, четвертої брами, гіпотетично позначеної на реконструктивній схемі М.Бриковською, хоча про те не маємо жодних документованих свідчень. Хронологія будівництва цих трьох брам, ясна річ, збігалася з часом створення відповідних ліній оборони.
До кінця 18 — початку 19 століття міські укріплення знаходилися в більш-менш задовільному стані. Такими близько 1840 року описує їх І.Крашевський, а у 1904 році їхні залишки бачив В.Антонович. Пізніше, у 1920 році М.Орлович міг ще спостерігати двоє міських воріт. Активні дефортифікації міста в 19 столітті призвели до того, що вже на початку наступного століття залишилася лише одна з брам — Залісоцька, відома сьогодні також як «Луцькі», або «Фортечні ворота», які існують й донині на в'їзді в місто з боку Цумані.
Луцька брама була споруджена у 1630-тих роках, хоча існують і інші версії щодо дати будівництва. Зважаючи на явно не мілітарне архітектурне опорядження брами з бароковим присмаком, зокрема на наявність двох ніш для скульптури на північному фасаді, виникає серйозний сумнів щодо синхронності її будівництва разом з бастіонними укріпленнями Залісочого. Схоже на те, що вона з’явилася в середині 18 століття з суто репрезентативних міркувань під час останньої перебудови замку архітектором Кнакфусом. Можливо, замість якоїсь іншої, старішої споруди.
Вали і бастіони, які колись притулялися до фортечної вежі, у 19 столітті були остаточно зриті. Сьогодні на околицях міста можна побачити залишки лише одного фрагменту валу.

## Архітектура
Цегляна, двоярусна споруда, прямокутна в плані, з арочним проїздом. Другий ярус — частково збережений ренесансний аттик, ритм глухої аркади якого побудований на чергуванні напівциркульних і кілевідних арок. Площини ніш декоровані орнаментом, утвореним кольоровими тичками цегляної кладки. Для пам'ятки характерні бійниці у формі переверненої замкової щілини.
Це чотирикутна в плані цегляна двоярусна оборонна вежа з арочним проїздом по осі схід — захід. Потерна проїзду перекрита напівциркульним склепінням. Брустверні стінки другого ярусу на сході і заході трактовані у вигляді аттиків з бійницями для рушниць і гармат. На першому ярусі колись розміщувалися механізми для звідного мосту, отвори від ланцюгів можна побачити у верхній частині східної стіни. Східний і західний фасади декоровані ромбоподібним орнаментом, викладеним тичками перепаленої цегли. Крім того, архітектурна декорація на першому і другому ярусах складається з арочних і кілеподібних ніш та ренесансного розподільного карнизу з розвиненою фризовою частиною, прикрашеною деталями у вигляді тригліфів та іоніків. На другому ярусі східного фасаду ще й сьогодні можна побачити залишки геральдичного орла — герба роду Радзивілів, виконаного з алебастру. В цілому споруда оборонної вежі не була тинькованою, тиньком оздоблювалися лише заглиблення ніш, герб і розподільний карниз. Таким чином, в архітектурі «Фортечних воріт» дивним чином сплелися ренесансні і готичні традиції.

## Малюнок
Невідомий художник. Олика. Луцька брама. 1936 р. Папір, туш, «сухий пензлик»; 17,3 х 24,9 см. Фонди Волинського краєзнавчого музею. Інв. № Г-219.
На передньому плані зображено муровану двоярусну прямокутну споруду з арочним проїздом і фігурними бійницями. Справа віддалік фрагмент церкви за дерев’яним парканом.
Зліва внизу напис «Ołyka», справа монограма художника і дата «KN-36».

## Галерея

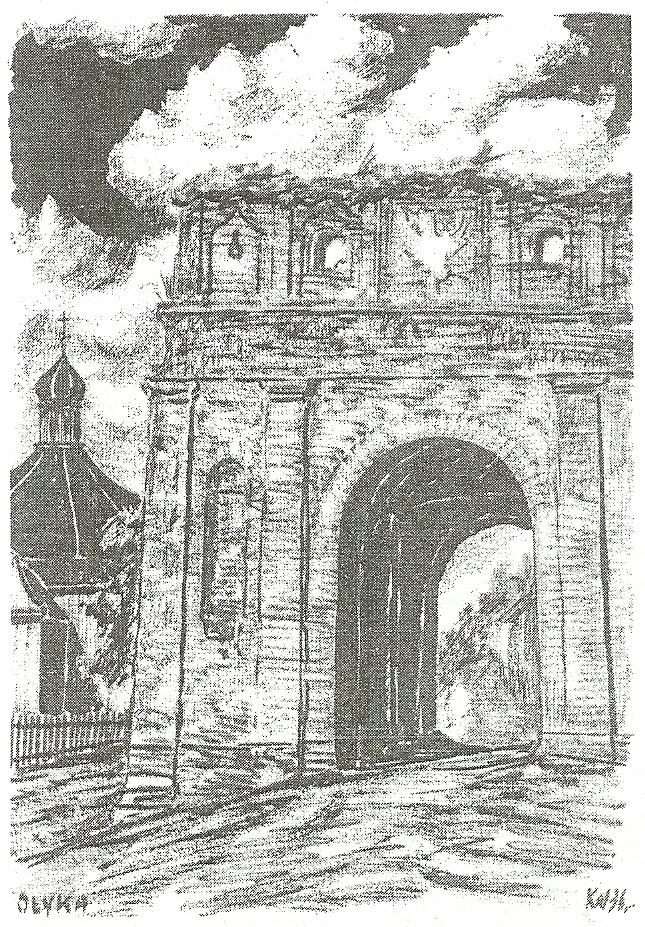
Невідомий художник. Олика. Луцька брама. 1936 р.
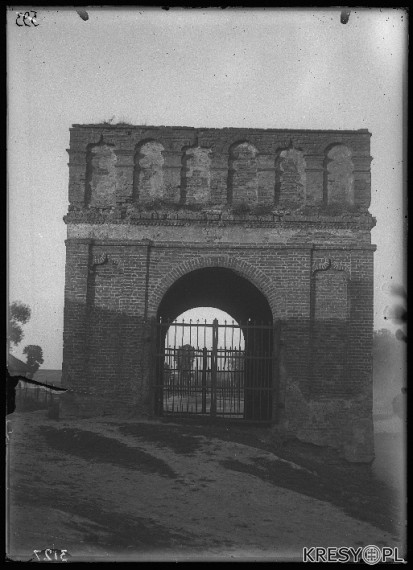
Луцька брама. Фото першої половини 20 століття
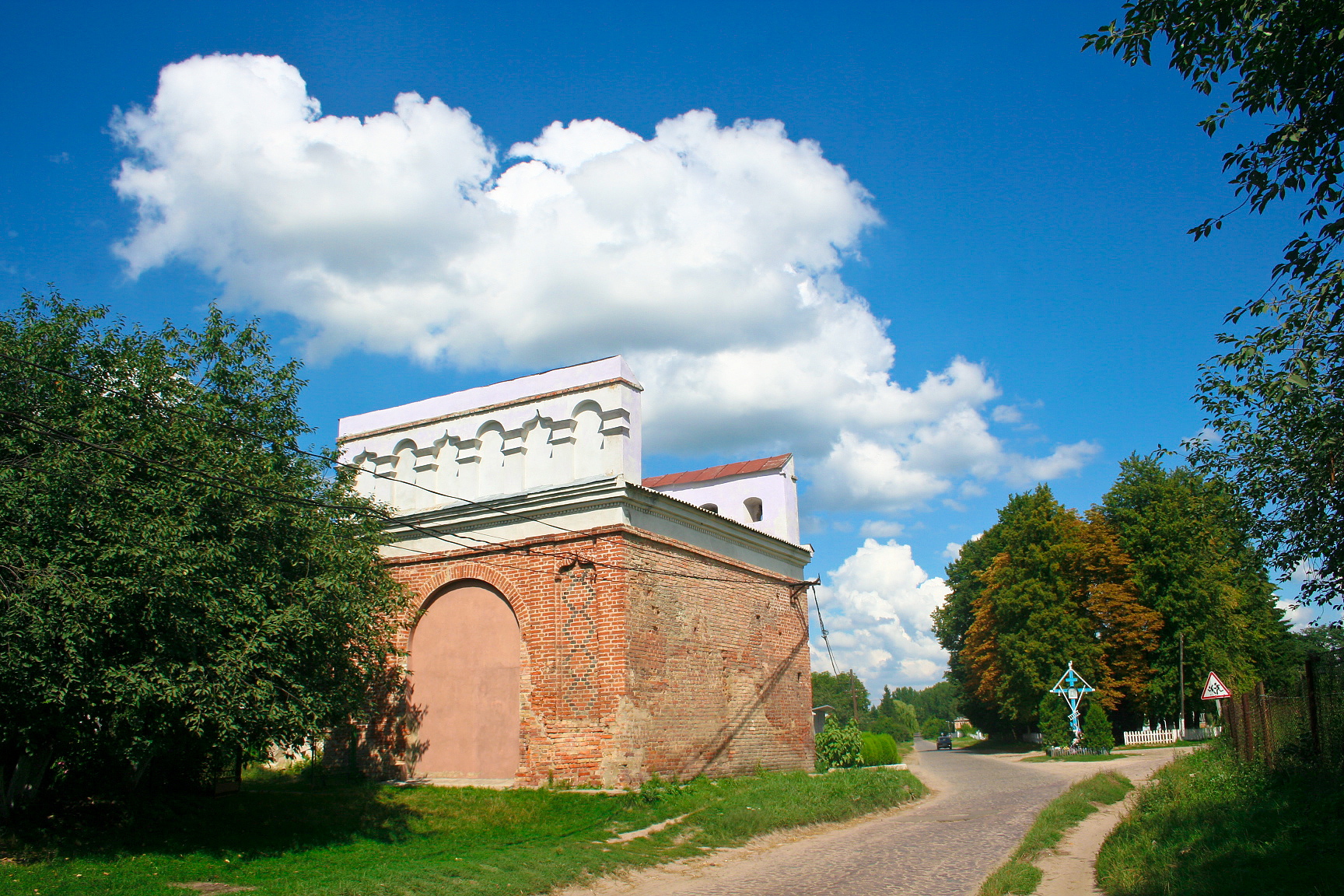
Луцька брама. Фото 2011 року
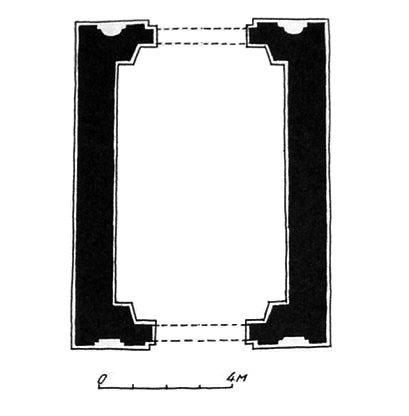
План Луцької брами

## Інтернет-джерела
- Офіційний сайт Управління культури і туризму Волинської облдержадміністрації